# OFK Petrovac
Az OFK Petrovac (cirill írással: ОФК Петровац) egy montenegrói labdarúgócsapat Petrovacból. Jelenleg a  montenegrói első osztályban szerepel. Legnagyobb sikerét a 2008-2009-es montenegróikupa-győzelemmel jegyzi.

## Története
Már az 1940-es évektől komolyan foglalkoztak a labdarúgással Petrovacban. Ekkortájt létezett egy csapat, az FK Nafta, mely a térség fiataljait gyűjtötte össze.
Az OFK Petrovac csapata 1969. június 6-án alakult FK Petrovac néven. Az 1971-1972-es idény végén kiharcolta a feljutást a jugoszláv labdarúgó-bajnokság montenegrói köztársasági bajnokságába (jugoszláv negyedosztály), ahol egészen 1982-ig sikerült bent maradnia. Az 1976-1977-es idényben a harmadik helyen végzett, majd az 1977-1978-as idényben a második helyet szerezte meg.
Az 1982-es kiesést követően az egyesület komoly gondokkal nézett szembe, majd az 1982-1983-as idény után beszüntette működését.
Ez így volt egészen 1987. augusztus 21-ig, amikor is a régi egyesületet új alapokra helyezve felélesztették azt, most már OFK Petrovac néven (Omladinski fudbalski klub Petrovac, magyarul annyit jelent: Ifjúsági Labdarúgóklub Petrovac). Az 1991-1992-es idényben kiharcolta a szereplést a jugoszláv labdarúgó-bajnokság montenegrói köztársasági bajnokságába, amelytől azonban a következő idényben búcsúzott is. Az 1995-1996-os idényben a déli régió bajnokságában az első helyen végzett, ezzel újfent kiharcolta a feljutást a köztársasági bajnokságba. Sajnos a következő idényben sem sikerült megtartania tagságát és kiesett a ligából. A búcsú csak rövid időre szólt, a következő szezonban újból az első helyen zárt, így ismét feljutott a köztársasági bajnokságba. Az 1998-1999-es idénytől 3 éven át stabil tagja volt a montenegrói köztársasági bajnokságnak.
A 2000-2001-es idényben új edzőt neveztek ki a klub vezetésére (Dušan Vlaisavljević), aki az idény végén a jugoszláv bajnokság harmadosztályba vezette a csapatot. Itt sikerült bent maradni egészen a 2005-2006-os idényig, amikor is megalakult az önálló montenegrói első osztály. Az akkori helyezése alapján az első osztályba nyert besorolást, ahol azóta is stabil résztvevője a bajnokságnak. Az eddigi törekvéseket a 2008-2009-es montenegróikupa-győzelemmel koronázta meg, ezzel a következő évi Európa-liga második selejtezőkörében indulhatott.
| Idény     | Bajnokság       | Helyezés |
| --------- | --------------- | -------- |
| 2006-2007 | T-Com Prva Liga | 6.       |
| 2007-2008 | T-Com Prva Liga | 8.       |
| 2008-2009 | T-Com Prva Liga | 6.       |

## Sikerei
- Montenegrói labdarúgókupa győztes:

1 alkalommal (2008-2009)

## Nemzetközi szereplése

### Európa-liga
| Szezon    | Bajnokság   | Forduló         | Csapat     | 1. mérk. | 2. mérk.   | Össz. |
| --------- | ----------- | --------------- | ---------- | -------- | ---------- | ----- |
| 2009–2010 | Európa-liga | 2. selejtezőkör | Anórthoszi | 1–2      | 3–1*(h.u.) | 4–3   |
| 2009–2010 | Európa-liga | 3. selejtezőkör | Sturm Graz | 1-2      | 0-5        | 1-7   |

- -gal a hazai mérkőzéseket jelöltük.

## Külső hivatkozások
- OFK Petrovac (hivatalos honlap)